# Ростовая кукла
Ростовая кукла — это вид анимационного костюма для аниматора или промоутера, который выполняет развлекательный или рекламный сюжет. Ростовая кукла может быть разного размера и объёма, или же изготавливается непосредственно по фигуре актёра. Ростовые куклы часто применяются в киноиндустрии и в спортивных мероприятиях (талисман команды). При изготовлении ростовых кукол применяют различные тканевые и поролоновые материалы, обеспечивая устойчивый каркас куклы, а также комфортные условия для работы аниматора (актёра). В киноиндустрии в конструкции ростовой куклы может применяться аниматроника, добавляя реалистичность или мимику герою.

## Деятельность и культурное влияние
В ростовых куклах выступают как профессиональные артисты, так и волонтёры. Они появляются на благотворительных мероприятиях, промоакциях, детских и взрослых праздниках, корпоративных и тематических вечеринках, массовых гуляньях.
В комплект обычно входят голова-маска, конструкция или комбинезон с жилетом для придания объёма, одежда, накладки на обувь и перчатки в виде рук или лап. Дополнительно могут использоваться аксессуары: громкоговорители, микрофоны, система вентиляции. Обзор осуществляется через сетку, обычно её расположение зависит от размера костюма, на уровне рта, глаз или туловища. Костюмы делаются из велюра, искусственного меха, пенополиэтилена, поролона и синтепона. 
Костюм позволяет аниматору полностью перевоплощаться в образ сказочного героя, персонажа мультфильма или комикса. Это могут быть не только животные и фантастические существа, но и всевозможные предметы, повторяющие упаковку или форму товара и работающие на узнаваемость бренда или торговой марки. Ростовые куклы пользуются популярностью у любой аудитории.
Хотя часто лицо и мимику актёра никто не видит, характер куклы можно передать, выразив эмоции через движение. Голос не всегда уместен: иногда выступающие общались со зрителями и детьми на праздниках через микрофон, но терялся образ. Поэтому для разговора с аудиторией присутствует ведущий. Также аниматору не рекомендуется снимать маску и костюм на публике, чтобы не разочаровывать и не лишать детей сказки. Поэтому играть нужно от начала до конца. Также следует помнить, что кто-то может испугаться ростовой куклы, значит действовать необходимо очень тактично.
Ростовая кукла общается жестами, «улыбается» телом, то есть должна излучать радость движениями, танцами, объятьями, располагающими к себе. Большая часть впечатления от работы — умение именно актёра, даже если кукла очень качественная, сделанная из дорогих материалов. Если она при этом неактивная, невесёлая и необаятельная, смысла в её игре мало. Всё зависит от того, насколько артисту нравится его роль. Существуют театры и студии ростовых кукол.
Кукольный «бум», охватывающий не только производство кукол, но и включение во все сферы современного искусства и деятельности человека, свидетельствует о расширении их значения, от предметов к идеям, иллюзиям, гипертрофии реальности, предельному абстрагированию и подчеркнутому натурализму. Это и демонстрирует феномен ростовой куклы, которая обслуживает в основном сферу рекламы и массовых зрелищ, а также частную жизнь. 
В 2019 году чешские власти, после многочисленных жалоб туристов, запретили выступления ростовых кукол в Праге на основании правил об «уличном искусстве», как не представляющие никакой культурной ценности, и предназначенные только для зарабатывания денег.
В настоящий момент, на территории России действуют многочисленные коллективы ростовых кукол, на которых также поступает большое количество жалоб.